# Siget (Novi Kneževac)
Siget (serbocroata cirílico: Сигет; húngaro: Sziget) es un pueblo de Serbia perteneciente al municipio de Novi Kneževac en el distrito de Banato del Norte de la provincia autónoma de Voivodina.
En 2011 tenía 198 habitantes, de los cuales tres cuartos eran étnicamente serbios y un cuarto magiares.
El pueblo es conocido por albergar un yacimiento arqueológico donde se ubican siete u ocho kurganes. En documentos de mediados del siglo XIX, el pueblo aparece como una pequeña finca rústica de unas doce casas, habitada exclusivamente por magiares, dedicada al cultivo de tabaco y perteneciente a la familia noble Batthyány; la finca pasó a ser un pueblo al asentarse los serbios en el siglo XX.
Se ubica en la periferia septentrional de Banatsko Aranđelovo.